# Bieuzy
Bieuzy (früher: Bieuzy-des-Eaux; bretonisch: Bizhui-An-Dour) ist eine Commune déléguée in der französischen Gemeinde Pluméliau-Bieuzy mit 776 Einwohnern (Stand: 1. Januar 2018) im Département Morbihan in der Region Bretagne.

## Geographie
Bieuzy liegt im südlichen Teil des Zentrums der Bretagne und gehört zum Pays de Pontivy.
Nachbargemeinden waren Guern im Norden, Le Sourn im Nordosten, Pluméliau im Osten und Südosten und Melrand im Südwesten und Westen. 
Durch die Commune déléguée führt die D1 von Guémené-sur-Scorff nach Locminé. Das Flüsschen Blavet bildete die Grenze zur Gemeinde Pluméliau.

## Bevölkerungsentwicklung
| Jahr      | 1962  | 1968 | 1975 | 1982 | 1990 | 1999 | 2006 | 2018 |
| Einwohner | 1.029 | 923  | 886  | 842  | 812  | 708  | 735  | 776  |

## Geschichte
Die Gemeinde gehört historisch zur bretonischen Region Bro-Gwened (frz. Vannetais) und innerhalb dieser Region zum Gebiet Bro Baod (frz. Pays de Baud) und teilt dessen Geschichte. Von 1793 bis 1801 gehörte Bieuzy zum Kanton Melrand. Von 1801 bis zu ihrer Auflösung 2019 war die Gemeinde dem Kanton Baud zugeteilt. 1869 verkleinerte sich das Gemeindegebiet durch die Bildung der Gemeinde Le Sourn.
Zum 1. Januar 2019 fusionierten die Gemeinden Pluméliau und Bieuzy und bildeten die Commune nouvelle Pluméliau-Bieuzy. Sie hat seither den Status einer Commune déléguée.

## Sehenswürdigkeiten
- Ortszentrum, Le Bourg genannt
- Kirche Notre-Dame de Bieuzy aus dem 16. Jahrhundert mit Passionsfenster, Leben-Jesu-Fenster und Kreuzigungs- und Grablegungsfenster
- Kapelle Saint-Gildas aus dem 15. Jahrhundert
- Kapelle Saint-Samson aus dem 16. Jahrhundert
- Kapelle La Trinité de Castennec aus dem 15. und 16. Jahrhundert
- Kreuz von Kergoff aus dem Jahr 1895

Quelle: